# Just What I Needed
Just What I Needed (с англ. — «Как Раз То, что Мне Было Нужно») — дебютный сингл американской рок-группы The Cars из альбома The Cars, вышедший 29 мая 1978 года на лейбле Elektra Records.
Песня, которая впервые получила успех на радио в качестве демо-версии, была вдохновлена группами Ohio Express и The Velvet Underground. Песня спета басистом Бенджамином Орром и написана Риком Окасеком. «Just What I Needed» была выпущена в качестве первого сингла группы в 1978 году, достигнув 27-го места в американском Billboard Hot 100 и попав в чарты нескольких других стран. Появившись на многочисленных сборниках, она стала одной из самых популярных песен группы и была положительно воспринята критиками.

## О сингле
Как и несколько других песен в The Cars, «Just What I Needed» возникла как демо-запись, записанная группой в 1977 году. Первоначально Окасек написал песню в подвале коммуны, в которой он жил в то время. Клавишник The Cars Грег Хоукс вспомнил, как впервые услышал эту песню в интервью, сказав: «Я помню, как услышал „Just What I Needed“, подумав... „Вау, это довольно круто. В ней есть что-то уникальное, она, типа, приятная, лаконичная и… довольно короткий формат поп-песни“... так что я до сих пор помню, как услышал её в первый раз».
Песня впервые появилась в 1977 году на бостонских радиостанциях WCOZ и WBCN с демо-кассеты вместе с будущим последующим синглом «My Best Friend's Girl». Диджей Максанн Сартори, которой Окасек подарил кассеты с этими песнями, вспоминала: «Я начала проигрывать демо-версии „Just What I Needed“ и „My Best Friend’s Girl“ в марте во время моего рабочего дня, с 2 до 6 часов вечера, звонки сыпались с положительными комментариями». Вскоре после этого она стала одной из самых востребованных песен радиостанций.

## Композиция
«Just What I Needed» — песня новой волны и пауэр-попа, описываемая как имеющая «хард-рок-удар». Вступительный рифф песни был заимствован из песни «Yummy Yummy Yummy» от The Ohio Express. В ней также присутствует выдающийся клавишный рифф в исполнении Грега Хоукса. Строчка «wasting all my time-time» является отсылкой к песне «Sister Ray» группы The Velvet Underground, которую Окасек считает одной из своих любимых. Песня была спета басистом The Cars Бенджамином Орром в исполнении, которое Ultimate Classic Rock описал как «идеальное».
В 2003 году поп-рок-группа Fountains of Wayne, в свою очередь, скопировала рифф The Cars для своей песни "Stacy’s Mom. Это побудило Рика Окасека сказать, что вступление было сэмплом; однако группа настаивала на том, что они «всё сделали правильно».

## Выпуск
«Just What I Needed» была выпущена в качестве сингла в 1978 году до выхода дебютного альбома, сопровождаемая песней «I’m in Touch with Your World». Песня достигла 27-го места в американском Billboard Hot 100 и 17-го места в UK Singles Chart, а также 38-го места в Новой Зеландии. Сингл стал самой успешной песней альбома The Cars в Соединённых Штатах, а последующие синглы «My Best Friend’s Girl» и «Good Times Roll» заняли 35-е и 41-е места соответственно.
«Just What I Needed» появилась на нескольких сборниках, среди которых были Greatest Hits, Just What I Needed: The Cars Anthology, Shake It Up & Other Hits, Complete Greatest Hits, The Essentials и Classic Tracks. Она появилась в саундтреках к фильмам «Парни не плачут», «Через край» и «200 сигарет». Песня также была включена в рекламную кампанию Circuit City в 2004 году. С тех пор «Just What I Needed» была записана или исполнена на концертах несколькими исполнителями, в том числе The Strokes с Джарвисом Кокером в 2011 году, The Killers в 2018 году, и Red Hot Chili Peppers в 2019 году.

## Приём
Рецензент AllMusic Дональд А. Гуариско похвалил её как «умную поп-песню», отметив, что «зажигательная гитара Эллиота Истона ведёт дуэль с ледяными синтезаторными линиями Грега Хоукса на пульсирующем поп-/рок-бэкбите, в то время как Бенджамин Орр создаёт фееричный, отстранённый вокал, который мастерски передаёт саркастические нотки текста». Billboard сказали, что она была заряжена энергией, «драйвовым, стремительным ритмом» и усилен «дерзкими гитарными линиями в стиле рока» и «выигрышным гармоническим вокальным стилем». Cashbox сказали, что "тикающее гитарное вступление напоминает Tommy James & the Shondells и что «Безупречная игра на гитаре и отличное пение» делают его вероятным попаданием в топ плейлистов поп-музыки. Rolling Stone назвали песню одной из «основных песен Окасека», похвалив «пыхтящие восьмые ноты гитар, марширующих в чётком совершенстве» в песне.
Ultimate Classic Rock назвали песню лучшей песней The Cars, а также лучшей песней The Cars с вокалом Бенджамина Орра, сказав: «В почти идеальном дебютном альбоме песня „Just What I Needed“, спродюсированная Роем Томасом Бейкером, была почти идеальной песней». Сайт также оценил это 35-й лучшей классической рок-песней всех времён. Песня также была признана лучшей у группы и Окасека по версии The New York Times, NME, Esquire и Inquisitr.
В 2021 году Rolling Stone добавили «Just What I Needed» в свой список «500 величайших песен всех времён», заняв 369-е место и написав, что песня «определила сочетание [группы] точно настроенной элегантности и жуткой таинственности».

## Список композиций
Слова и музыка всех песен — Рик Окасек.
| №  | Название                                                          | Основной вокал | Длительность |
| -- | ----------------------------------------------------------------- | -------------- | ------------ |
| 1. | «Just What I Needed» (с англ. — «Как Раз То, Что Мне Было Нужно») | Бенджамин Орр  | 3:44         |

| №  | Название                                                              | Основной вокал | Длительность |
| -- | --------------------------------------------------------------------- | -------------- | ------------ |
| 1. | «I'm in Touch with Your World» (с англ. — «Я на Связи с Твоим Миром») | Рик Окасек     | 3:31         |

## Участники записи
- Рик Окасек — ритм-гитара, бэк-вокал (Just What I Needed), вокал (I’m in Touch with Your World)
- Бенджамин Орр — вокал (Just What I Needed), бас-гитара, бэк-вокал (I’m in Touch with Your World)
- Эллиот Истон — соло-гитара, бэк-вокал
- Дэвид Робинсон — ударные, перкуссия
- Грег Хоукс — клавишные, бэк-вокал

## Чарты
| Чарт (1978—1979)                   | Наивысшая позиция |
| ---------------------------------- | ----------------- |
| Australia (Kent Music Report)      | 96                |
| Канада (RPM Top Singles)           | 38                |
| Ирландия (IRMA)                    | 27                |
| Новая Зеландия (Recorded Music NZ) | 38                |
| Великобритания (UK Singles Chart)  | 17                |
| США (Billboard Hot 100)            | 27                |
| US Cash Box Top 100 Singles        | 24                |

| Чарт (2019)                                  | Наивысшая позиция |
| -------------------------------------------- | ----------------- |
| США (Billboard Hot Rock & Alternative Songs) | 9                 |

| Чарт (1978)                     | Позиция |
| ------------------------------- | ------- |
| US (Joel Whitburn's Pop Annual) | 169     |